# Condado de Hamilton (Tennessee)
O Condado de Hamilton (em inglês:  Hamilton County) é um dos 95 condados do estado americano do Tennessee. A sede e maior cidade do condado é Chattanooga. Foi fundado em 1819.
O condado possui uma área de 1 491 km², dos quais 1 405 km² estão cobetos por terra e 87 km² por água. Uma população de 336 463 habitantes, e uma densidade populacional de 239,5 hab/km² (segundo o censo nacional de 2010). É o quarto condado mais populoso do Tennessee.